# Wereldkampioenschappen kunstschaatsen 2003
De Wereldkampioenschappen kunstschaatsen is een evenement dat georganiseerd wordt door de Internationale Schaatsunie, in deze competitie doen kunstschaatsers mee. De winnaar mag zich kronen tot Wereldkampioen kunstschaatsen. Dit evenement is het meest prestigieuze evenement van het jaar in de kunstrijdwereld.
In 2003 werden de kampioenschappen van 24 tot en met 30 maart gehouden in Washington D.C., Verenigde Staten. Het was de eerste keer dat de Wereldkampioenschappen Kunstschaatsen hier plaatsvonden. Washington D.C. was de zevende Amerikaanse gaststad na New York (1930), Colorado Springs (1957, 1959, 1965, 1969 en 1975), Hartford (1981), Cincinnati (1987),  Oakland (1992) en Minneapolis (1998) waar het WK Kunstschaatsen plaatsvond.
Voor de mannen was het de 93e editie, voor de vrouwen de 83e editie, voor de paren de 81e editie, en voor de ijsdansers de 51e editie.

## Deelname
Elk lid van de ISU kon één schaatser/één paar aanmelden per discipline. Extra startplaatsen (met en maximum van drie per discipline) zijn verdiend op basis van de eindklasseringen op het WK van 2002
Bij de mannen en vrouwen vond er eerst een kwalificatieronde plaats in twee groepen (A + B), hiervan mochten de eerste vijftien per groep de korte kür rijden waarna er nog eens zes afvielen zodat er vierentwintig deelnemers aan de lange kür deelnamen. Bij het IJsdansen werd de verplichte kür in een A en B groep gereden, na de originele kür plaatsten de eerste vierentwintig zich voor de vrije dans.
Om deel te nemen moet een deelnemer/deelneemster op 1 juli voorafgaand aan het kampioenschap minimaal vijftien jaar oud zijn.

### Deelnemende landen
Veertig landen schreven deelnemers in voor dit toernooi, zij zouden samen 132 startplaatsen invullen. Rusland vulde het maximale aantal van twaalf startplaatsen in. (Tussen haakjes het totaal aantal startplaatsen over de vier disciplines.) 
| Rusland (12) Verenigde Staten (11) Canada (9) China (7) Frankrijk (6) Japan (6) Oekraïne (6) Australië (4) | Hongarije (4) Italië (4) Tsjechië (4) Bulgarije (3) Duitsland (3) Estland (3) Finland (3) Israël (3) | Litouwen (3) Oezbekistan (3) Polen (3) Slowakije (3) Armenië (2) Azerbeidzjan (2) België (2) Georgië (2) | Mexico (2) Oostenrijk (2) Roemenië (2) Slovenië (2) Verenigd Koninkrijk (2) Zuid-Korea (2) Zweden (2) Zwitserland (2) | Griekenland (1) Kroatië (1) Letland (1) Spanje (1) Taiwan (1) Turkije (1) Wit-Rusland (1) Zuid-Afrika (1) |

## Medaille verdeling
Bij de mannen veroverde Jevgeni Ploesjenko zijn tweede wereldtitel, ook in 2001 werd hij wereldkampioen. Het was zijn vierde medaille won, in 1998 werd hij derde en in 1999 tweede. Voor Timothy Goebel op de tweede plaats was het zijn tweede medaille, ook in 2002 werd hij tweede. Ook voor Takeshi Honda op de derde plaats was het zijn tweede WK medaille, in 2002 werd hij ook derde.
Bij de vrouwen veroverde Michelle Kwan haar vijfde wereldtitel, ook in 1996, 1998, 2000, 2001 werd ze wereldkampioen, het was voor het achtste opeenvolgende jaar dat ze een WK medaille won, in 1997, 1999 en 2002 werd ze tweede. Elena Sokolova op plaats twee veroverde haar eerste WK medaille. Fumie Suguri op de derde plaats veroverde ook haar tweede WK medaille, ook in 2002 werd ze derde.
Bij het paarrijden prolongeerden Shen Xue / Zhao Hongbo hun in 2002 veroverde wereldtitel. Het was hun vijfde medaille, in 1999, 2000 werden ze tweede en in 2001 derde. Tatiana Totmianina / Maxim Marinin werden net als in 2002 tweede. Maria Petrova / Alexei Tikhonov op plaats drie veroverden hun eerste WK medaille.
Bij het ijsdansen veroverden Shae-Lynn Bourne / Victor Kraatz de wereldtitel, het was hun zesde medaille, van 1996-1999 werden derde en in 2002 tweede. Irina Lobacheva / Ilia Averbukh op de tweede plaats veroverden hun derde medaille, in 2001 werden ze derde en in 2002 wereldkampioen. Albena Denkova / Maxim Staviski veroverden hun eerste WK medaille. Het was de eerste medaille bij WK Kunstschaatsen voor Bulgarije.
| Discipline | Goud ·                           | Zilver ·                            | Brons ·                          |
| ---------- | -------------------------------- | ----------------------------------- | -------------------------------- |
| Mannen     | Jevgeni Ploesjenko               | Timothy Goebel                      | Takeshi Honda                    |
| Vrouwen    | Michelle Kwan                    | Jelena Sokolova                     | Fumie Suguri                     |
| Paren      | Shen Xue / Zhao Hongbo           | Tatjana Totmjanina / Maksim Marinin | Maria Petrova / Aleksej Tichonov |
| IJsdansen  | Shae-Lynn Bourne / Victor Kraatz | Irina Lobacheva / Ilia Averbukh     | Albena Denkova / Maksim Staviski |

## Uitslagen

### Mannen / Vrouwen
| Mannen                 | Mannen                   | Mannen                    | Mannen | Mannen      | Mannen    | Mannen    |
| #                      | naam (deelnames)         | land                      | punten | kwalif. A/B | korte kür | lange kür |
| ---------------------- | ------------------------ | ------------------------- | ------ | ----------- | --------- | --------- |
| Goud                   | Jevgeni Ploesjenko (5)   | Vlag van Rusland          | 2.0    | 1A          | 1         | 1         |
| Zilver                 | Timothy Goebel (5)       | Vlag van Verenigde Staten | 4.0    | 2A          | 2         | 2         |
| Brons                  | Takeshi Honda (8)        | Vlag van Japan            | 5.6    | 2B          | 3         | 3         |
| 4                      | Li Chengjiang (4)        | Vlag van China            | 8.0    | 4A          | 4         | 4         |
| 5                      | Michael Weiss (6)        | Vlag van Verenigde Staten | 8.4    | 1B          | 5         | 5         |
| 6                      | Brian Joubert (2)        | Vlag van Frankrijk        | 13.2   | 9B          | 6         | 6         |
| 7                      | Sergej Davydov (3)       | Vlag van Wit-Rusland      | 13.6   | 6B          | 7         | 7         |
| 8                      | Emanuel Sandhu (4)       | Vlag van Canada           | 16.0   | 5A          | 10        | 8         |
| 9                      | Ilja Klimkin (1)         | Vlag van Rusland          | 20.4   | 4B          | 13        | 11        |
| 10                     | Stéphane Lambiel (2)     | Vlag van Zwitserland      | 20.8   | 3A          | 16        | 10        |
| 11                     | Zhang Min (4)            | Vlag van China            | 21.8   | 5B          | 18        | 9         |
| 12                     | Stanislav Timchenko (1)  | Vlag van Rusland          | 22.8   | 8B          | 11        | 13        |
| 13                     | Ryan Jahnke (1)          | Vlag van Verenigde Staten | 24.6   | 3B          | 9         | 18        |
| 14                     | Ivan Dinev (10)          | Vlag van Bulgarije        | 25.2   | 7B          | 14        | 14        |
| 15                     | Jeffrey Buttle (2)       | Vlag van Canada           | 26.2   | 6A          | 8         | 19        |
| 16                     | Stanick Jeannette (3)    | Vlag van Frankrijk        | 28.0   | 12B         | 12        | 16        |
| 17                     | Andrejs Vlascenko (8)    | Vlag van Duitsland        | 29.0   | 11A         | 21        | 12        |
| 18                     | Gheorghe Chiper (3)      | Vlag van Roemenië         | 30.4   | 8A          | 17        | 17        |
| 19                     | Kevin Van der Perren (4) | Vlag van België           | 31.0   | 7A          | 22        | 15        |
| 20                     | Roman Skorniakov (7)     | Vlag van Oezbekistan      | 33.0   | 10B         | 15        | 20        |
| 21                     | Vachtang Moervanidze (7) | Vlag van Georgië          | 37.0   | 9A          | 19        | 22        |
| 22                     | Tomáš Verner (2)         | Vlag van Tsjechië         | 37.4   | 11B         | 20        | 21        |
| 23                     | Silvio Smalun (1)        | Vlag van Duitsland        | 42.0   | 10A         | 25        | 23        |
| 24                     | Gregor Urbas (3)         | Vlag van Slovenië         | 43.0   | 13B         | 23        | 24        |
| Vrije kür niet bereikt |                          |                           |        |             |           |           |
| 25                     | Karel Zelenka (1)        | Vlag van Italië           |        | 14B         | 24        |           |
| 26                     | Sergei Kotov (2)         | Vlag van Israël           |        | 13A         | 27        |           |
| 27                     | Zoltán Tóth (3)          | Vlag van Hongarije        |        | 15B         | 26        |           |
| 28                     | Ari-Pekka Nurmenkari (1) | Vlag van Finland          |        | 12A         | 28        |           |
| 29                     | Juraj Sviatko (3)        | Vlag van Slowakije        |        | 14A         | 29        |           |
| 30                     | Konstantin Toepikov (1)  | Vlag van Oekraïne         |        | 15A         | 30        |           |
| Korte kür niet bereikt |                          |                           |        |             |           |           |
|                        | Maciej Kus (1)           | Vlag van Polen            |        | 16A         |           |           |
|                        | Kristoffer Berntsson (3) | Vlag van Zweden           |        | 16B         |           |           |
|                        | Yon Garcia (4)           | Vlag van Spanje           |        | 17A         |           |           |
|                        | Lee Dong-whun (1)        | Vlag van Zuid-Korea       |        | 17B         |           |           |
|                        | Aidas Reklys (2)         | Vlag van Litouwen         |        | 18A         |           |           |
|                        | Clemens Jonas (3)        | Vlag van Oostenrijk       |        | 18B         |           |           |
|                        | Bradley Santer (2)       | Vlag van Australië        |        | 19A         |           |           |
|                        | Manuel Segura (1)        | Vlag van Mexico           |        | 19B         |           |           |
|                        | Aramayis Grigorian (2)   | Vlag van Armenië          |        | 20A         |           |           |
|                        | Sean Carlow (1)          | Vlag van Australië        |        | 20B         |           |           |

| Vrouwen                | Vrouwen                     | Vrouwen                      | Vrouwen | Vrouwen     | Vrouwen   | Vrouwen   |
| #                      | naam (deelnames)            | land                         | punten  | kwalif. A/B | korte kür | lange kür |
| ---------------------- | --------------------------- | ---------------------------- | ------- | ----------- | --------- | --------- |
| Goud                   | Michelle Kwan (10)          | Vlag van Verenigde Staten    | 2.0     | 1A          | 1         | 1         |
| Zilver                 | Jelena Sokolova (2)         | Vlag van Rusland             | 4.0     | 2A          | 2         | 2         |
| Brons                  | Fumie Suguri (5)            | Vlag van Japan               | 6.2     | 1B          | 3         | 4         |
| 4                      | Sasha Cohen (2)             | Vlag van Verenigde Staten    | 7.2     | 3A          | 5         | 3         |
| 5                      | Viktoria Voltsjkova (5)     | Vlag van Rusland             | 9.2     | 3B          | 5         | 5         |
| 6                      | Sarah Hughes (4)            | Vlag van Verenigde Staten    | 13.2    | 6A          | 8         | 6         |
| 7                      | Elena Liasjenko (9)         | Vlag van Oekraïne            | 14.2    | 5A          | 7         | 8         |
| 8                      | Shizuka Arakawa (2)         | Vlag van Japan               | 15.2    | 4A          | 11        | 7         |
| 9                      | Jennifer Robinson (7)       | Vlag van Canada              | 15.2    | 2B          | 9         | 9         |
| 10                     | Carolina Kostner (1)        | Vlag van Italië              | 17.0    | 9B          | 4         | 11        |
| 11                     | Yoshie Onda (3)             | Vlag van Japan               | 23.8    | 4B          | 12        | 15        |
| 12                     | Alisa Drei (5)              | Vlag van Finland             | 24.0    | 8A          | 18        | 10        |
| 13                     | Ludmila Nelidina (1)        | Vlag van Rusland             | 24.0    | 5B          | 15        | 13        |
| 14                     | Júlia Sebestyén (6)         | Vlag van Hongarije           | 24.0    | 10A         | 10        | 14        |
| 15                     | Julia Lautowa (5)           | Vlag van Oostenrijk          | 27.0    | 12A         | 17        | 12        |
| 16                     | Halina Maniatsjenko (4)     | Vlag van Oekraïne            | 27.2    | 7B          | 14        | 16        |
| 17                     | Joannie Rochette (1)        | Vlag van Canada              | 32.2    | 9A          | 16        | 19        |
| 18                     | Fang Dan (2)                | Vlag van China               | 32.6    | 7A          | 13        | 22        |
| 19                     | Sarah Meier (2)             | Vlag van Zwitserland         | 35.2    | 13A         | 20        | 18        |
| 20                     | Mojca Kopac (8)             | Vlag van Slovenië            | 35.4    | 13B         | 22        | 17        |
| 21                     | Jenna McCorkell (1)         | Vlag van Verenigd Koninkrijk | 35.8    | 11A         | 19        | 20        |
| 22                     | Anne Sophie Calvez (2)      | Vlag van Frankrijk           | 36.0    | 6B          | 21        | 21        |
| 23                     | Anastasia Gimazetdinova (2) | Vlag van Oezbekistan         | 41.0    | 8B          | 23        | 24        |
| 24                     | Idora Hegel (4)             | Vlag van Kroatië             | 43.2    | 10B         | 27        | 23        |
| Vrije kür niet bereikt |                             |                              |         |             |           |           |
| 25                     | Sara Falotico (1)           | Vlag van België              |         | 15A         | 24        |           |
| 26                     | Miriam Manzano (4)          | Vlag van Australië           |         | 14B         | 25        |           |
| 27                     | Olga Vassiljeva (8)         | Vlag van Estland             |         | 15B         | 26        |           |
| 28                     | Vanessa Giunchi (2)         | Vlag van Italië              |         | 12B         | 28        |           |
| 29                     | Johanna Goetesson (1)       | Vlag van Zweden              |         | 11B         | 29        |           |
| 30                     | Tugba Karademir (1)         | Vlag van Turkije             |         | 14B         | 30        |           |
| Korte kür niet bereikt |                             |                              |         |             |           |           |
|                        | Tamara Dorofejev (2)        | Vlag van Hongarije           |         | 16A         |           |           |
|                        | Daria Timoshenko (1)        | Vlag van Azerbeidzjan        |         | 16B         |           |           |
|                        | Zuzana Babiakova (3)        | Vlag van Slowakije           |         | 17A         |           |           |
|                        | Gintare Vostrecovaite (2)   | Vlag van Litouwen            |         | 17B         |           |           |
|                        | Lucie Krausova (2)          | Vlag van Tsjechië            |         | 18A         |           |           |
|                        | Georgina Papavasiliou (3)   | Vlag van Griekenland         |         | 18B         |           |           |
|                        | Roxana Luca (5)             | Vlag van Roemenië            |         | 19A         |           |           |
|                        | Diane Chen (3)              | Vlag van Taiwan              |         | 19B         |           |           |
|                        | Ana Cecilia Cantu (1)       | Vlag van Mexico              |         | 20A         |           |           |
|                        | Hristina Vassileva (3)      | Vlag van Bulgarije           |         | 20B         |           |           |
|                        | Shirene Human (8)           | Vlag van Zuid-Afrika         |         | 21A         |           |           |
|                        | Cho Hae-lyeum (1)           | Vlag van Zuid-Korea          |         | 21B         |           |           |

### Paren / IJsdansen
| Paren                  | Paren                                    | Paren                     | Paren  | Paren     | Paren     |
| #                      | naam (deelnames)                         | land                      | punten | korte kür | lange kür |
| ---------------------- | ---------------------------------------- | ------------------------- | ------ | --------- | --------- |
| Goud                   | Shen Xue Zhao Hongbo (9)                 | Vlag van China            | 2.0    | 2         | 1         |
| Zilver                 | Tatjana Totmjanina Maksim Marinin (5)    | Vlag van Rusland          | 2.5    | 1         | 2         |
| Brons                  | Maria Petrova (7) Aleksej Tichonov (6)   | Vlag van Rusland          | 4.5    | 3         | 3         |
| 4                      | Pang Qing Tong Jian (5)                  | Vlag van China            | 8.0    | 8         | 4         |
| 5                      | Anabelle Langlois Patrice Archetto (2)   | Vlag van Canada           | 8.0    | 6         | 5         |
| 6                      | Zhang Dan Zhang Hao (2)                  | Vlag van China            | 9.5    | 7         | 6         |
| 7                      | Dorota Zagórska (9) Mariusz Siudek (11)  | Vlag van Polen            | 9.5    | 5         | 7         |
| 8                      | Joelija Obertas (3) Alexei Sokolov (1)   | Vlag van Rusland          | 10.0   | 4         | 8         |
| 9                      | Tiffany Scott Philip Dulebohn (4)        | Vlag van Verenigde Staten | 15.5   | 13        | 9         |
| 10                     | Rena Inoue (2) John Baldwin jr. (1)      | Vlag van Verenigde Staten | 15.5   | 11        | 10        |
| 11                     | Katerina Berankova (8) Otto Dlabola (8)  | Vlag van Tsjechië         | 17.0   | 10        | 12        |
| 12                     | Sarah Abitbol Stephane Bernadis (9)      | Vlag van Frankrijk        | 17.5   | 9         | 13        |
| 13                     | Jacinthe Lariviere Lenny Faustino (2)    | Vlag van Canada           | 18.5   | 15        | 11        |
| 14                     | Yuko Kawaguchi Alexander Markuntsov (3)  | Vlag van Japan            | 20.0   | 12        | 14        |
| 15                     | Eva-Maria Fitze (3) Rico Rex (3)         | Vlag van Duitsland        | 23.0   | 16        | 15        |
| 16                     | Kathryn Orscher Garrett Lucash (1)       | Vlag van Verenigde Staten | 23.0   | 14        | 16        |
| 17                     | Tatjana Volosozjar Petro Chartsjenko (1) | Vlag van Oekraïne         | 25.5   | 17        | 17        |
| 18                     | Maria Guerassimenko Vladimir Futas (1)   | Vlag van Slowakije        | 27.0   | 18        | 18        |
| 19                     | Diana Rennik Aleksei Saks (1)            | Vlag van Estland          | 28.5   | 19        | 19        |
| 20                     | Marina Aganina Artem Knyazev (2)         | Vlag van Oezbekistan      | 30.0   | 20        | 20        |
| Vrije kür niet bereikt |                                          |                           |        |           |           |
| 21                     | Olga Boguslavska (2) Andrei Brovenko (1) | Vlag van Letland          |        | 21        |           |

| IJsdansen              | IJsdansen                                   | IJsdansen                    | IJsdansen | IJsdansen      | IJsdansen | IJsdansen |
| #                      | naam (deelnames)                            | land                         | punten    | verpl. kür A/B | org. kür  | vrije kür |
| ---------------------- | ------------------------------------------- | ---------------------------- | --------- | -------------- | --------- | --------- |
| Goud                   | Shae-Lynn Bourne Victor Kraatz (10)         | Vlag van Canada              | 2.6       | 1B             | 2         | 1         |
| Zilver                 | Irina Lobacheva Ilia Averbukh (10)          | Vlag van Rusland             | 3.0       | 1A             | 1         | 2         |
| Brons                  | Albena Denkova (11) Maksim Staviski (7)     | Vlag van Bulgarije           | 5.6       | 2B             | 3         | 3         |
| 4                      | Tatjana Navka (9) Roman Kostomarov (5)      | Vlag van Rusland             | 7.6       | 3B             | 4         | 4         |
| 5                      | Olena Hroesjyna Roeslan Hontsjarov (9)      | Vlag van Oekraïne            | 8.8       | 2A             | 5         | 5         |
| 6                      | Galit Chait (9) Sergei Sakhnovski (8)       | Vlag van Israël              | 10.8      | 3A             | 6         | 6         |
| 7                      | Tanith Belbin Benjamin Agosto (3)           | Vlag van Verenigde Staten    | 12.8      | 4B             | 7         | 7         |
| 8                      | Naomi Lang Peter Tchernyshev (5)            | Vlag van Verenigde Staten    | 14.4      | 4A             | 8         | 8         |
| 9                      | Isabelle Delobel Olivier Schoenfelder (6)   | Vlag van Frankrijk           | 16.4      | 5A             | 9         | 9         |
| 10                     | Marie-France Dubreuil Patrice Lauzon (4)    | Vlag van Canada              | 18.0      | 5B             | 10        | 10        |
| 11                     | Federica Faiella (3) Massimo Scali (2)      | Vlag van Italië              | 20.0      | 6B             | 11        | 11        |
| 12                     | Megan Wing Aaron Lowe (2)                   | Vlag van Canada              | 22.0      | 7A             | 12        | 12        |
| 13                     | Kristin Fraser (3) Igor Loekanin (4)        | Vlag van Azerbeidzjan        | 23.2      | 6A             | 13        | 13        |
| 14                     | Natalia Gudina Alexei Beletski (2)          | Vlag van Israël              | 25.6      | 8B             | 14        | 14        |
| 15                     | Oksana Domnina Maksim Sjabalin (1)          | Vlag van Rusland             | 26.8      | 7B             | 15        | 15        |
| 16                     | Veronika Moravkova Jiri Prochazka (2)       | Vlag van Tsjechië            | 28.8      | 8A             | 16        | 16        |
| 17                     | Zhang Weina Cao Xiaoming (5)                | Vlag van China               | 31.4      | 9B             | 18        | 17        |
| 18                     | Nóra Hoffmann Attila Elek (1)               | Vlag van Hongarije           | 31.8      | 9A             | 17        | 18        |
| 19                     | Pamela O'Conner Jonathon O'Dougherty (1)    | Vlag van Verenigd Koninkrijk | 34.8      | 11B            | 19        | 19        |
| 20                     | Nozomi Watanabe Akiyuki Kido (1)            | Vlag van Japan               | 36.0      | 10A            | 20        | 20        |
| 21                     | Jessica Huot Juha Valkama (2)               | Vlag van Finland             | 39.2      | 11A            | 23        | 21        |
| 22                     | Joelia Holovina Oleg Voiko (1)              | Vlag van Oekraïne            | 39.6      | 10B            | 21        | 23        |
| 23                     | Roxane Petetin Mathieu Jost (1)             | Vlag van Frankrijk           | 40.0      | 12B            | 22        | 22        |
| 24                     | Anastasia Grebenkina (2) Vazgen Azrojan (2) | Vlag van Armenië             | 43.2      | 12A            | 24        | 24        |
| Vrije kür niet bereikt |                                             |                              |           |                |           |           |
| 25                     | Natalie Buck (2) Trent Nelson-Bond (3)      | Vlag van Verenigde Staten    |           | 13B            | 25        |           |
| 26                     | Marina Timofeieva Evgeni Striganov (1)      | Vlag van Estland             |           | 14B            | 26        |           |
| 27                     | Agnieszka Dulej Slawonir Janicki (1)        | Vlag van Polen               |           | 13B            | 27        |           |
| 28                     | Clover Mory Zatzman Aurimas Radisauskas (1) | Vlag van Litouwen            |           | 15B            | 28        |           |
| 29                     | Tatiana Siniaver Tornike Tukvadze (1)       | Vlag van Georgië             |           | 14A            | 29        |           |